# Черепков, Александр Васильевич
Александр Васильевич Черепков (30 октября 1920, Ржев — 12 июля 2009, Санкт-Петербург) — советский и российский шахматист, международный мастер (1984). Мастер спорта СССР (1955).
Тренер. Ветеран Великой Отечественной войны.

## Шахматная карьера
Участник 3-х чемпионатов СССР (1961, февраль; 1967; 1968/1969), однако призовые места не занимал.
Успешно выступал во многих чемпионатах Ленинграда (1950—1980-х годах); чемпион города (1967, 1968 и 1982).
В составе сборной Ленинграда участник следующих соревнований:
- 3 первенства СССР между командами союзных республик (1955, 1960, 1967). Выиграл 2 медали в команде — золотую (1960) и серебряную (1955), а также бронзовую медаль в индивидуальном зачёте (1955, выступал на 4-й доске).
- 5 матчей с шахматистами Будапешта (1957—1962), в том числе в 1957 — на 6-й доске сыграл матч вничью с Л. Портишем (+1 −1 =0); в 1960 — на 3-й доске выиграл у И. Билека (+2 −1 =1); 1961 — у него же на 4-й доске (+1 −0 =3).

В составе ДСО «Медик» бронзовый призёр 2-го командного кубка СССР (1954) в г. Риге (играл на 3-й доске).
Победитель Всесоюзного турнира ветеранов — Ереван (1984).
Лучшие результаты в международных турнирах: Приморско (1973) — 1-2-е; Шумен (1983) — 2-5-е; Ленинград (1984) — 1-е места.

## Изменения рейтинга
| Графики недоступны из-за технических проблем. См. информацию на Фабрикаторе и на mediawiki.org. |